# 天主教薩爾瓦多軍中教長區
天主教薩爾瓦多軍中教長教區（拉丁語：Ordinariatus Militaris Salvatoriae）是薩爾瓦多一個天主教的軍中教長區，直屬聖座，負責牧養信奉天主教的薩爾瓦多軍人及其家眷。
教長區2004年有六十個堂區、三十名司鐸、兩名修士。現任教長為法比奧·雷納爾多·科林德雷斯·阿瓦爾卡。
1968年3月25日成立軍中代牧區，1986年7月21日被升為教長區。